# Virgilius van Tuil overwintert bij de mensen
Virgilius van Tuil overwintert bij de mensen is een Nederlandstalige jeugdroman, geschreven door Paul Biegel en uitgegeven in 1982 bij Uitgeverij Holland in Haarlem.
De eerste editie werd geïllustreerd door Babs van Wely.

## Inhoud
Virgilius is de honderdeneerste van het op de hei wonende dwergenvolk van Tuil, en de enige die nergens bang voor is. Wanneer het regent schuilt hij dan ook in een mensenlaars, en wordt zodoende opgemerkt door de eigenaar, Jasper, die hem meeneemt naar de mensenwereld.